# Подвицкий, Виталий Викторович
Вита́лий Ви́кторович Подви́цкий (род. 24 июня 1972 года, Яново) — российский художник-карикатурист.
Первая публикация — в газете для электричек «Попутчик» (1995). В 1998 году окончил юридический факультет СПбГУГА. С 2001 года — главный художник издательского дома «Секретные материалы», с 2005 года публикуется в российском издании Businessweek, в 2005—2008 годы публиковался в изданиях «Балтийской медиагруппы» («Вечерний Петербург», «Вечернее время»).
В июне 2014 года был приглашён на должность персонального карикатуриста РИА «Новости»; начиная с этого момента публикуется также в МИА «Россия сегодня», Sputniknews. В конце октября 2022 года в своем телеграм-канале объявил об увольнении из-за низкого качества работ и снижения интереса аудитории, и удаления его работ. Случившееся связывал со смягчением государственной политике и расписал свою деятельность за это время: 9 тыс. карикатур и борьба с «западными фейками».
Живёт в Пушкине, имеет пятерых детей.